# Donzell de ferradura
El donzell de ferradura (Coenagrion puella) és una espècie d'odonat zigòpter present a la major part d'Europa, incloent-hi Catalunya. Es caracteritza per la seva coloració blava i negra.

## Morfologia

### Mascles
Els mascles adults tenen el cap i el tòrax de color blau i negre. Tenen l'abdomen blau cel amb dibuixos amb taques negres.
En el segon segment de l'abdomen té una taca negra en forma d'U, separada de la banda negra terminal estreta del segment; això el diferencia del donzell del ratpenat (Coenagrion pulchellum), que sí que té unida la banda negra estreta terminal del segment.

### Femelles
Les femelles tenen el cap i el tòrax similar al dels mascles, però amb coloració verda brillant que substitueix la coloració blava. Els segments abdominals són en gran part de coloració negra, amb taques pàl·lides estretes en la unió entre cada segment.

### Nimfes
Les nimfes es desenvolupen en un any (dos al nord); s'alimenten de petits invertebrats que capturem entre la vegetació submergida.

## Comportament
Els adults madurs són vists freqüentment aparellant-se i ponent ous. Normalment es queden entre la vegetació que hi ha al voltant de la bassa o llac on volen de maig a setembre.

## Galeria

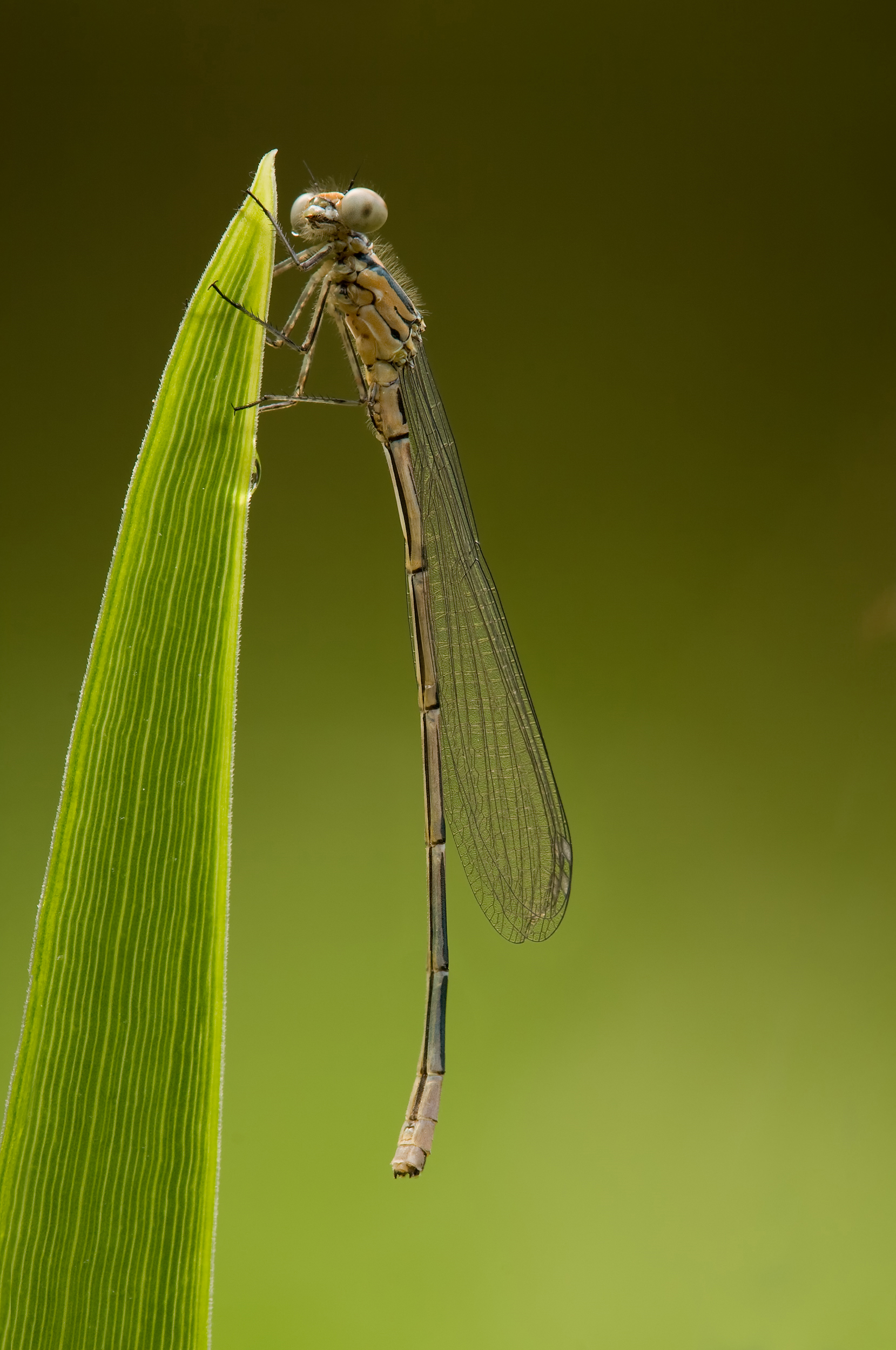
Immadur
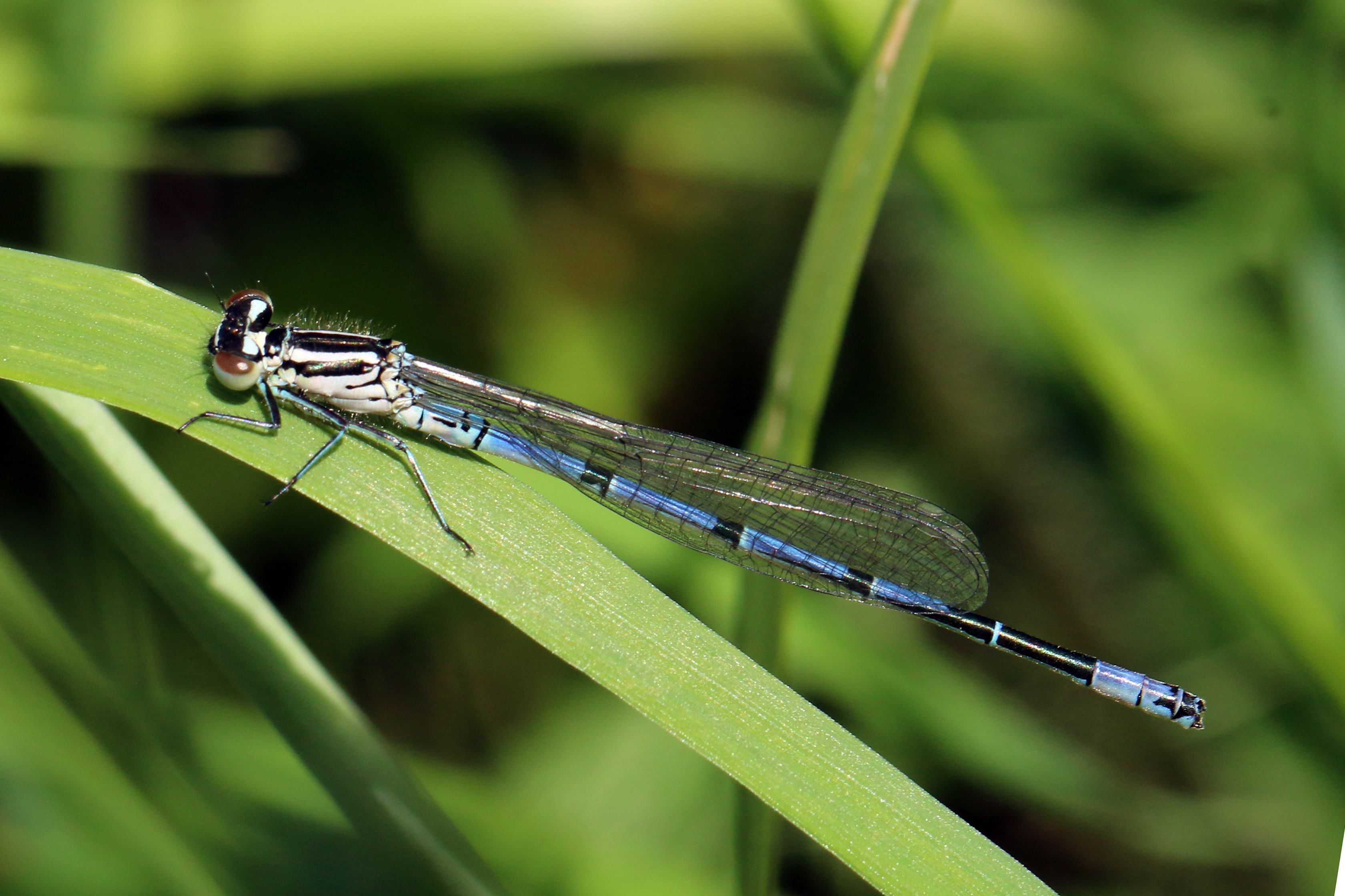
Juvenil
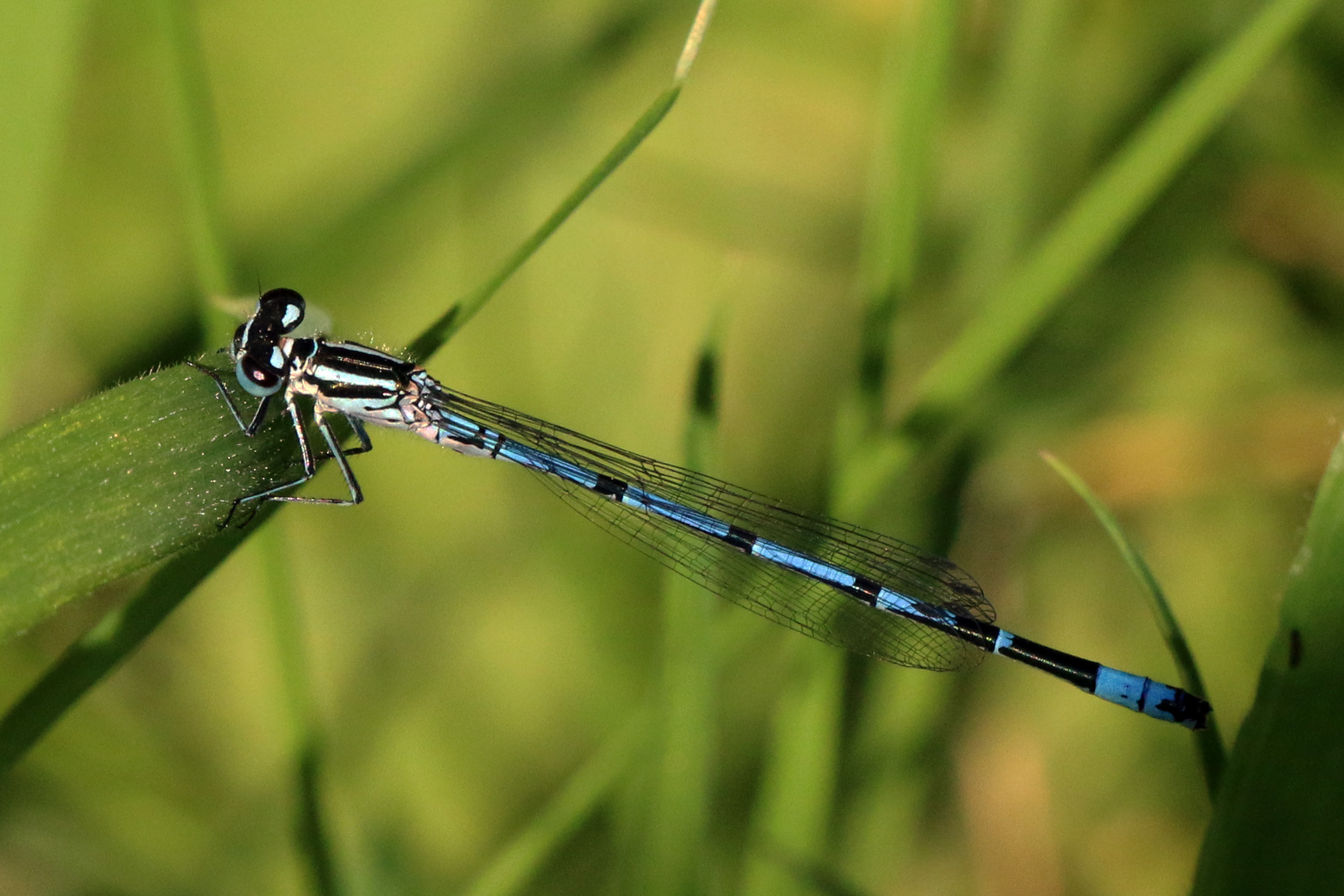
Mascle adult jove
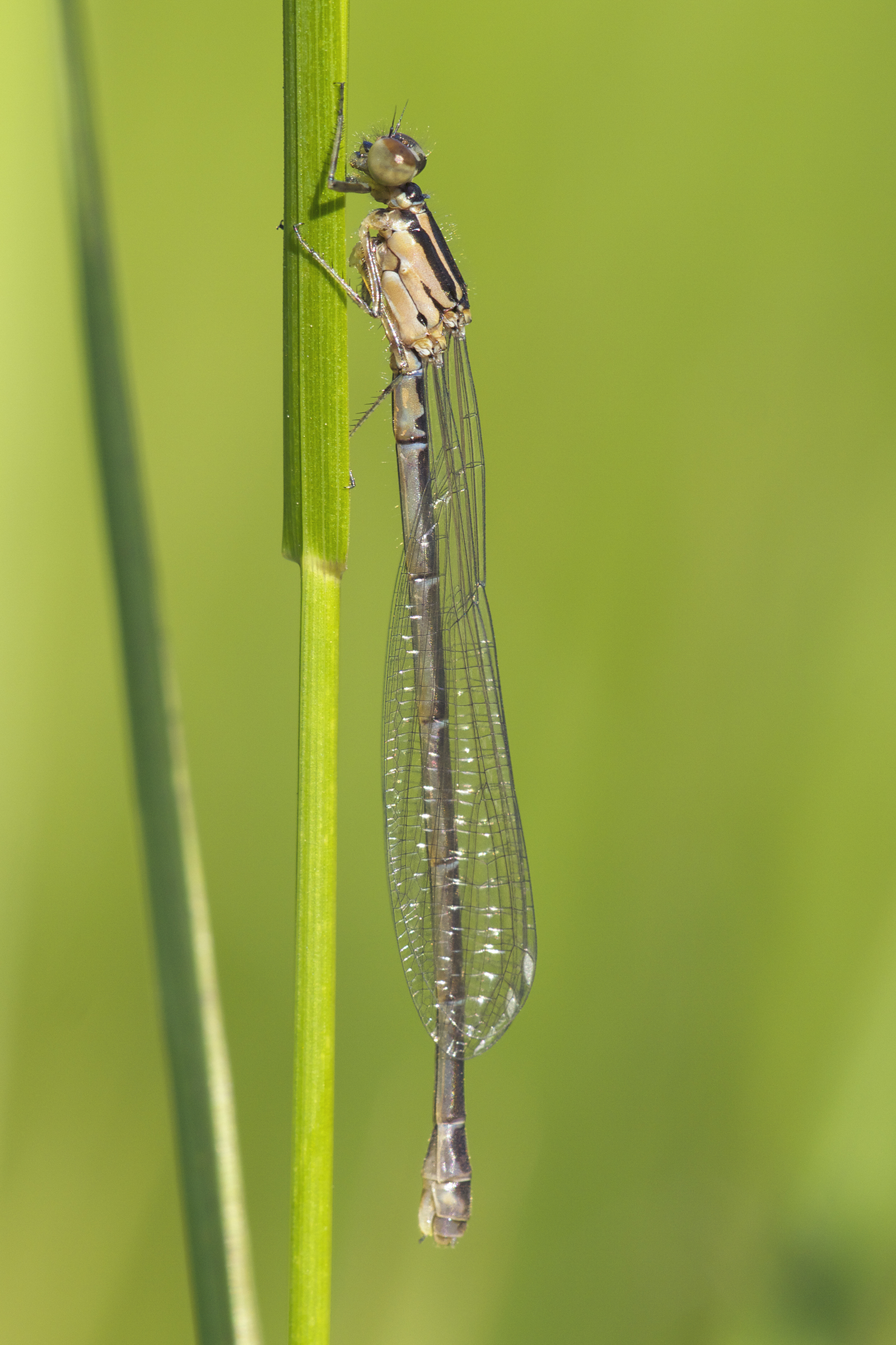
Femella acabada d'emergir
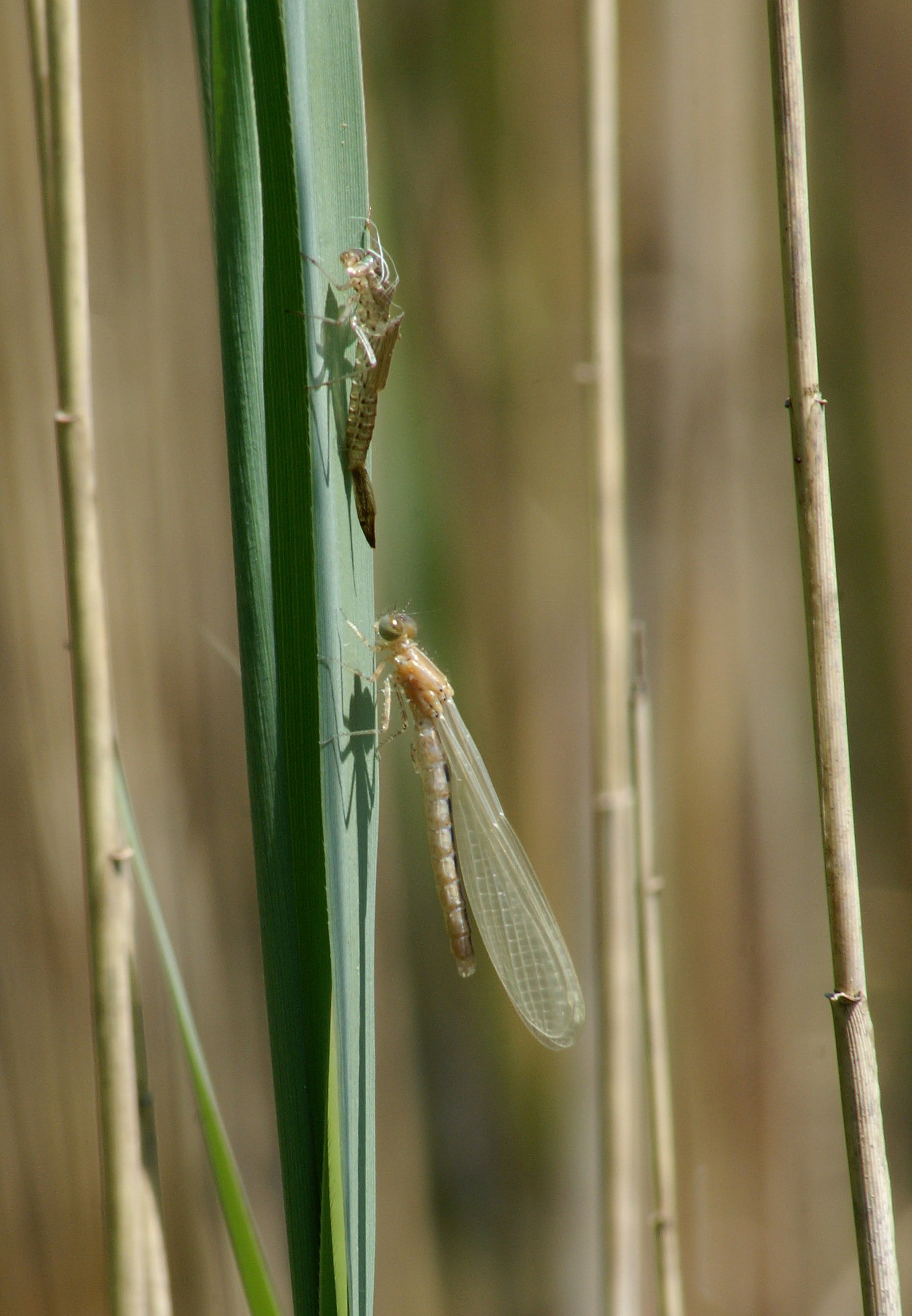
Recentment emergit amb exúvia
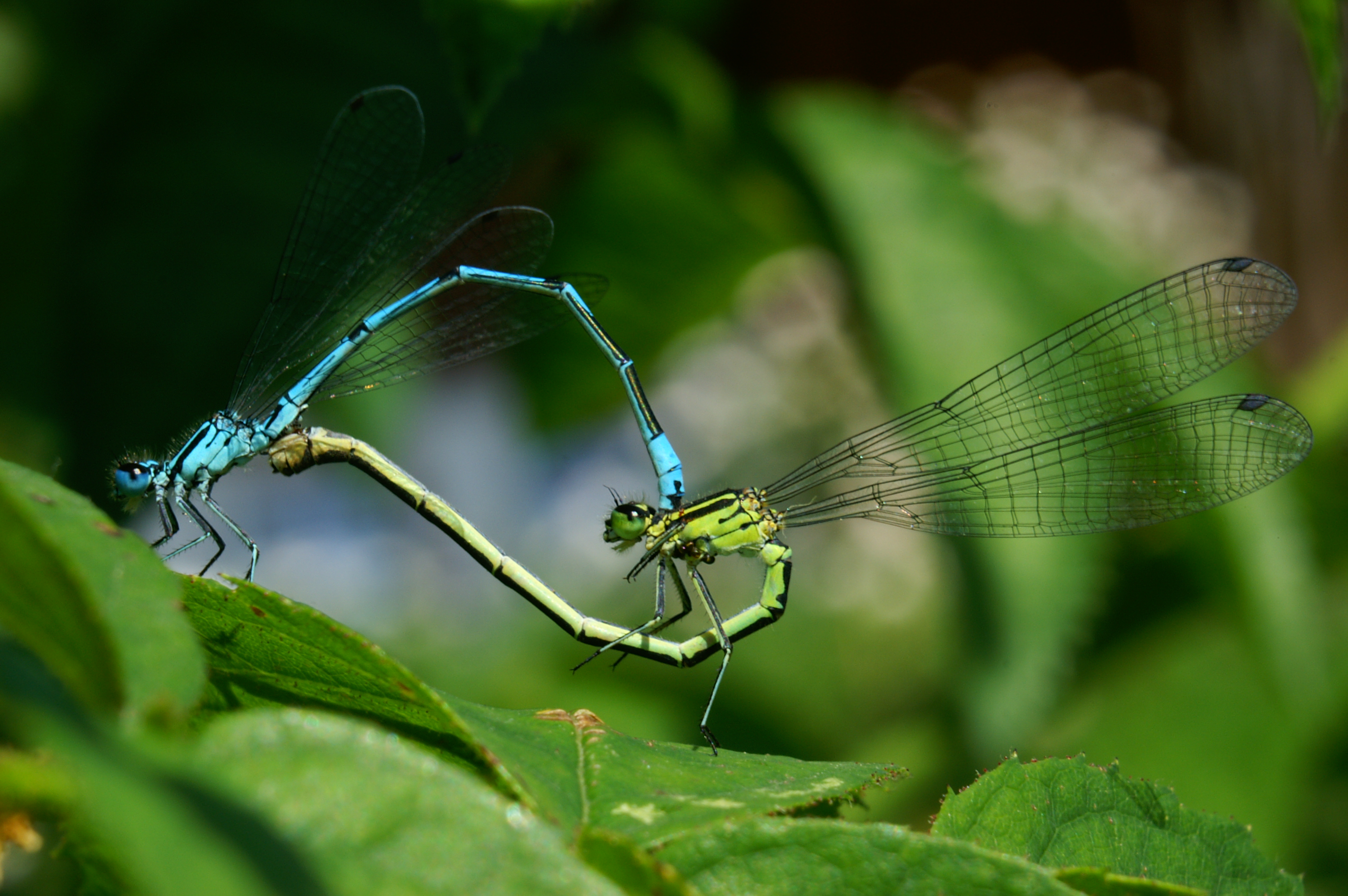
Aparellament, femella forma verda
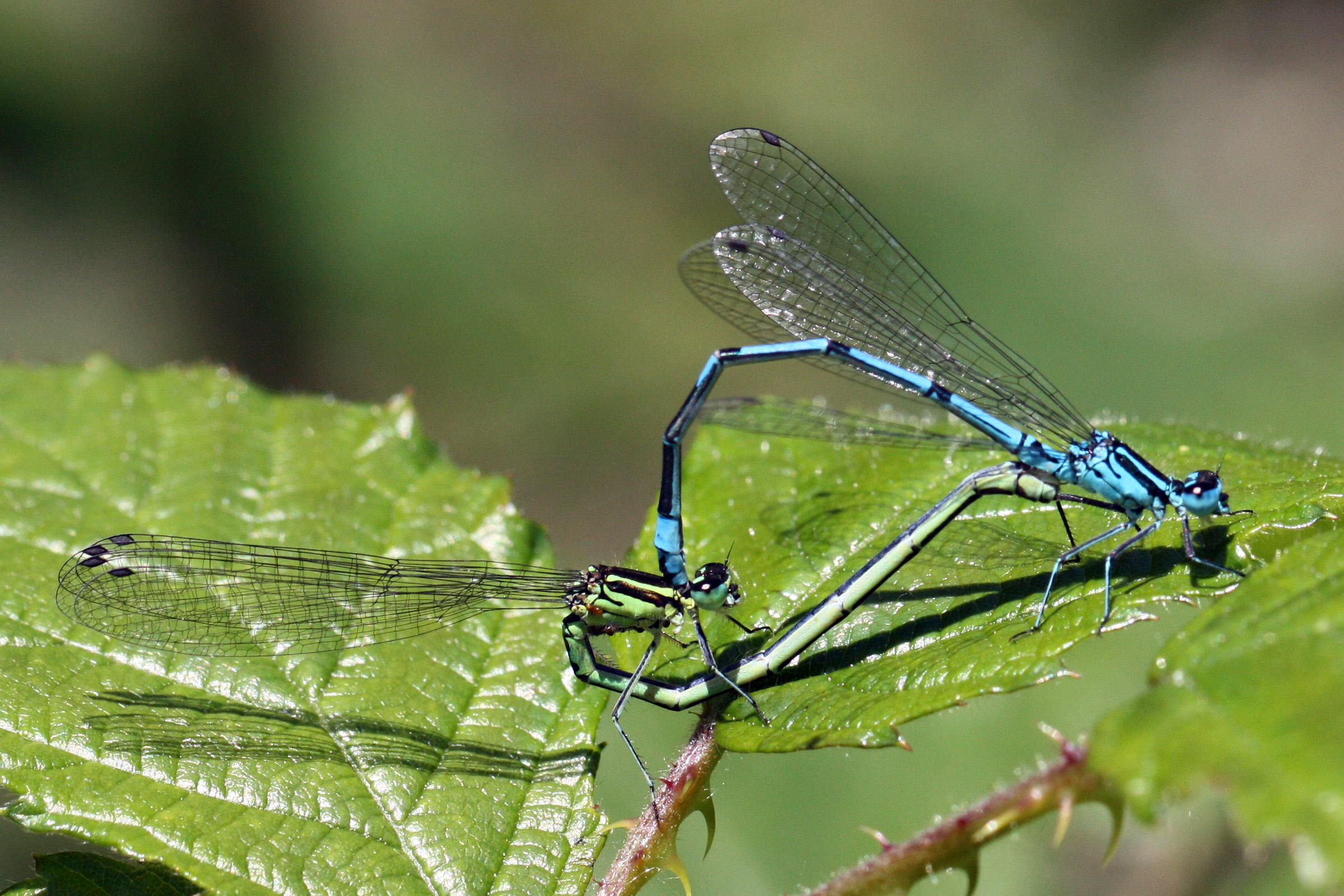
Aparellament, femella forma verda
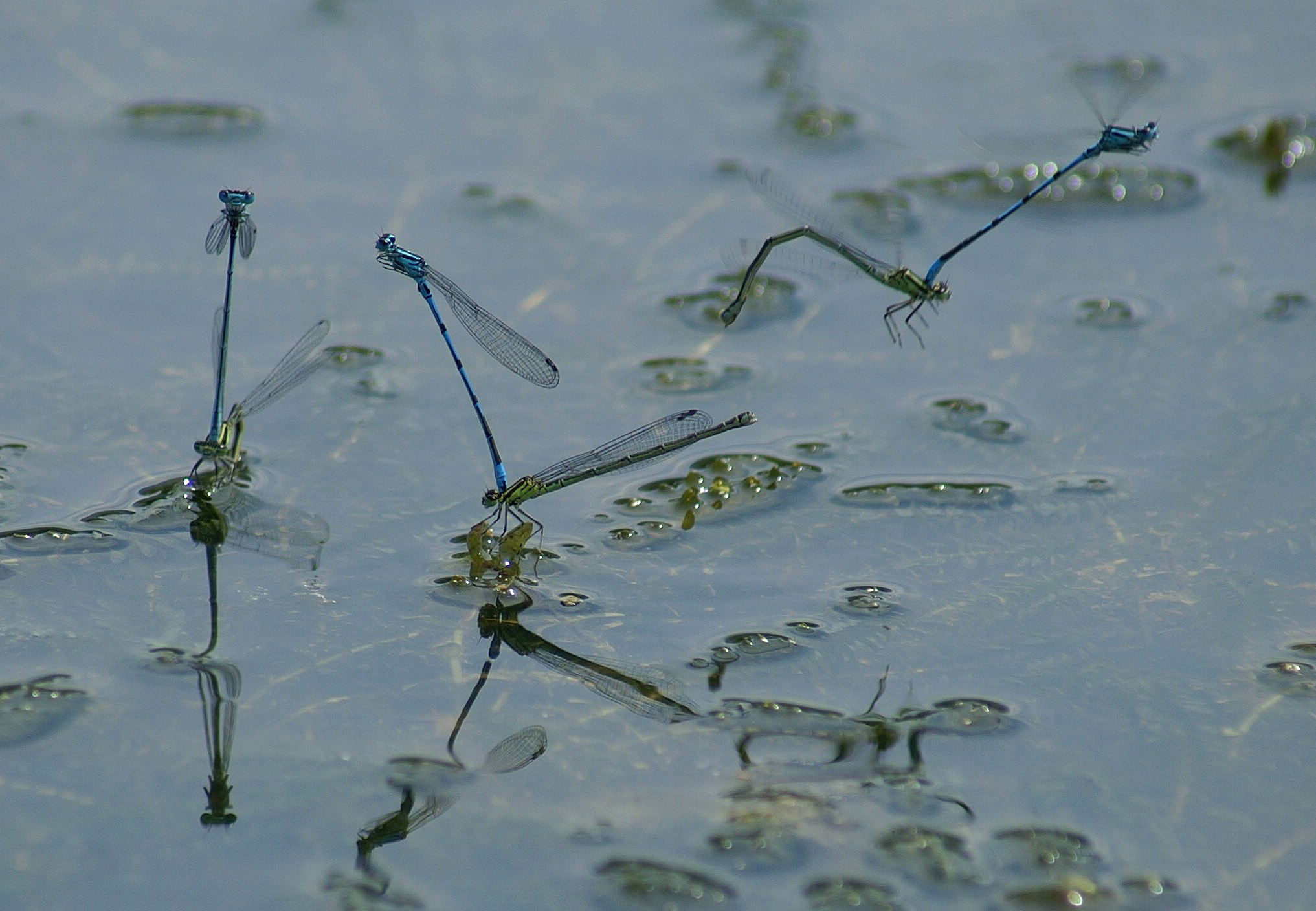
Posant ous
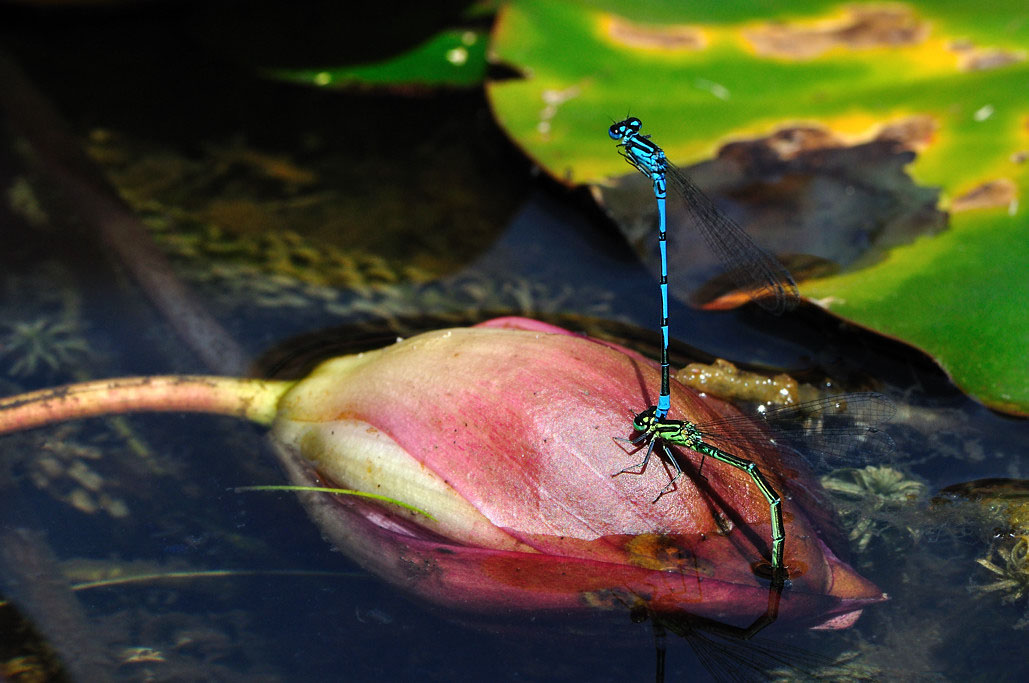
Posant ous
- Aparellament